# オスウェゴ (ニューヨーク州)
オスウェゴ（オスウィーゴウ、英: Oswego、[ɒsˈwiːɡoʊ]）は、アメリカ合衆国ニューヨーク州の都市。オスウェゴ郡の郡庁所在地である。人口は1万6921人（2020年）。オンタリオ湖岸にあり鉄道と水運の結節点として繁栄した。「州中部の港町」を自称している。
「オスウェゴ」は、アメリカ先住民のイロコイ族由来の地名である。イリノイ州、カンザス州、モンタナ州、オレゴン州（レイクオスウェゴ）など広域で使われている。
市内のオスウェゴ・スピードウェイは全国的に知られた自動車レース場である。ニューヨーク州立大学オスウェゴ校は市域外にある。

## 歴史

### 植民地時代
1727年、ニューヨーク植民地総督ウィリアム・バーネットの命令によりオスウェゴ川の河口西岸に「オスウェゴ交易地」が建設された。1754年、イギリスとフランスは関係悪化により交戦状態になった（七年戦争）。1756年には北アメリカでもフレンチ・インディアン戦争が始まり、イギリス軍は交易地を防衛するため、川の東岸に「オンタリオ要塞」を建設した。しかし要塞のイギリス軍守備隊はフランス軍・インディアン連合に包囲され壊滅した。フランス軍は要塞に大砲を配置しオスウェゴ交易地を砲撃した。このため交易地も壊滅状態となった。戦争が始まった当初、イギリス軍は劣勢だったが本国から援軍が到着すると次第に優勢になった。フランスはヨーロッパ戦線で苦戦していたため北アメリカに援軍を送ることが出来なかった。戦争はイギリスの勝利に終わった。イギリスはカナダを手に入れた。
1775年に始まったアメリカ独立戦争で、イギリス軍は要塞を放棄した。1778年、アメリカ軍は要塞を破壊した。1782年にイギリス軍がオンタリオ要塞を再度占領し、1796年まで駐屯した。これはジェイ条約の取り決めによるものである。要塞は後にアメリカ陸軍によって星形要塞に改造された。

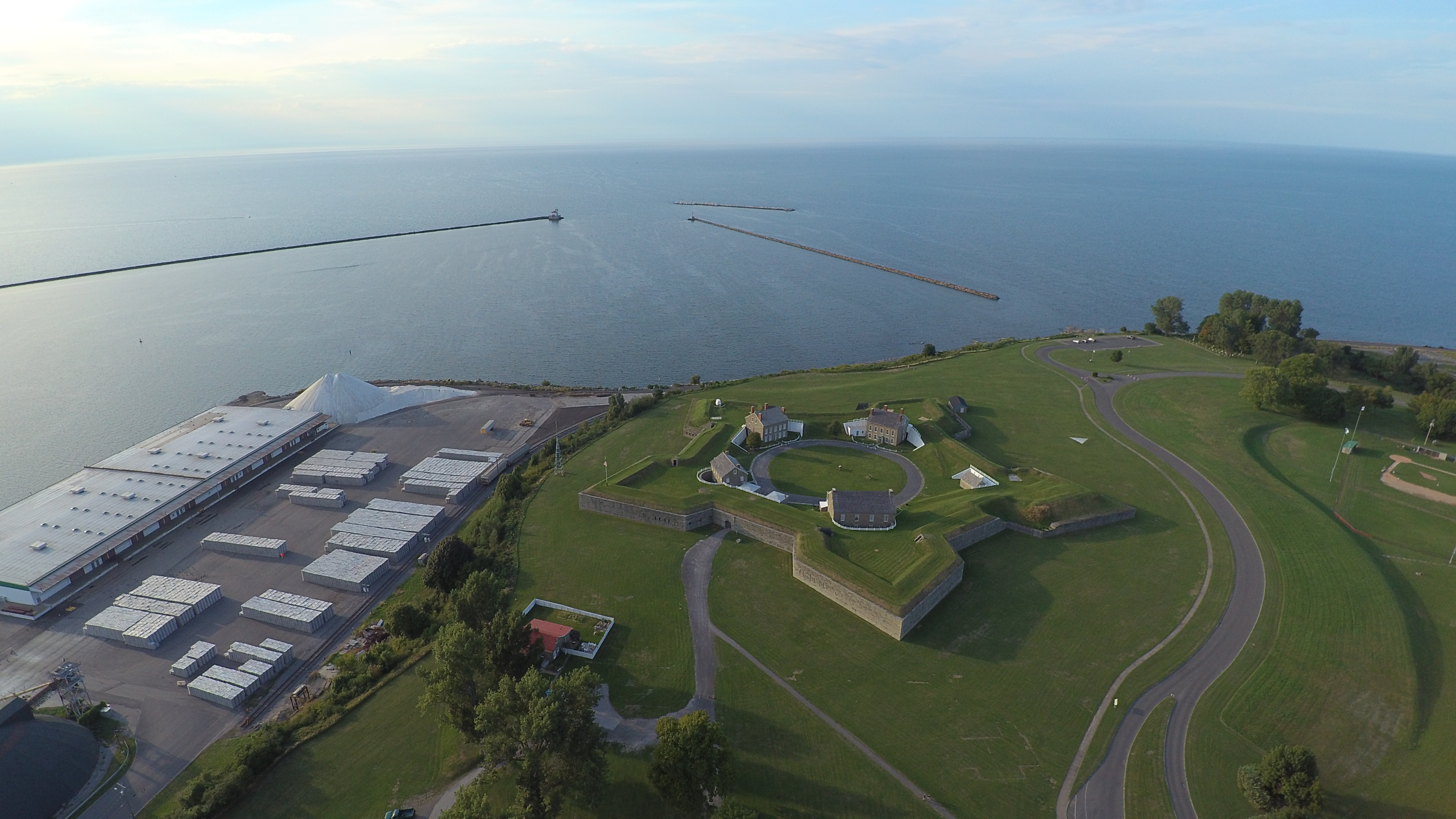
オンタリオ要塞

### 町の形成
オスウェゴは1828年3月14日に村として法人化され、エリー運河の支線であるオスウェゴ運河は1829年にこの地域まで開通した。1848年には市として再度法人化された。1850年代、アメリカ合衆国で水治療法運動が起こり、それが成長を促し、オスウェゴには「オスウェゴ水治療」施設ができて、ストーンウォール・ジャクソンが1850年8月に訪れたとされている。
オンタリオ湖岸には港湾施設が整備され鉄道と直結した。私鉄のニューヨーク・セントラル鉄道、デラウェア・ラッカワナ・アンド・ウェスタン鉄道、ニューヨーク・オンタリオ・アンド・ウェスタン鉄道が乗り入れた。鉄道はオスウェゴ港で蒸気船に燃料を補給するために石炭トレッスル橋を使っていた。ニューヨーク・セントラル鉄道やデラウェア鉄道が使っていた駅が残っており、ニューヨーク・セントラル鉄道の貨物駅もある。ニューヨーク・オンタリオ・アンド・ウェスタン鉄道に関するものは何も残っておらず、1957年に完全に廃棄された。軌道の跡地はトレイルとして使われている。

### 衰退
アメリカの鉄道と水運が衰退期に入るとオスウェゴの経済にも陰りが見始めた。市の人口は1920年代をピークに減少傾向となった。市当局は雇用創出に取り組んでいるが十分な効果は出ていない。

## 地理

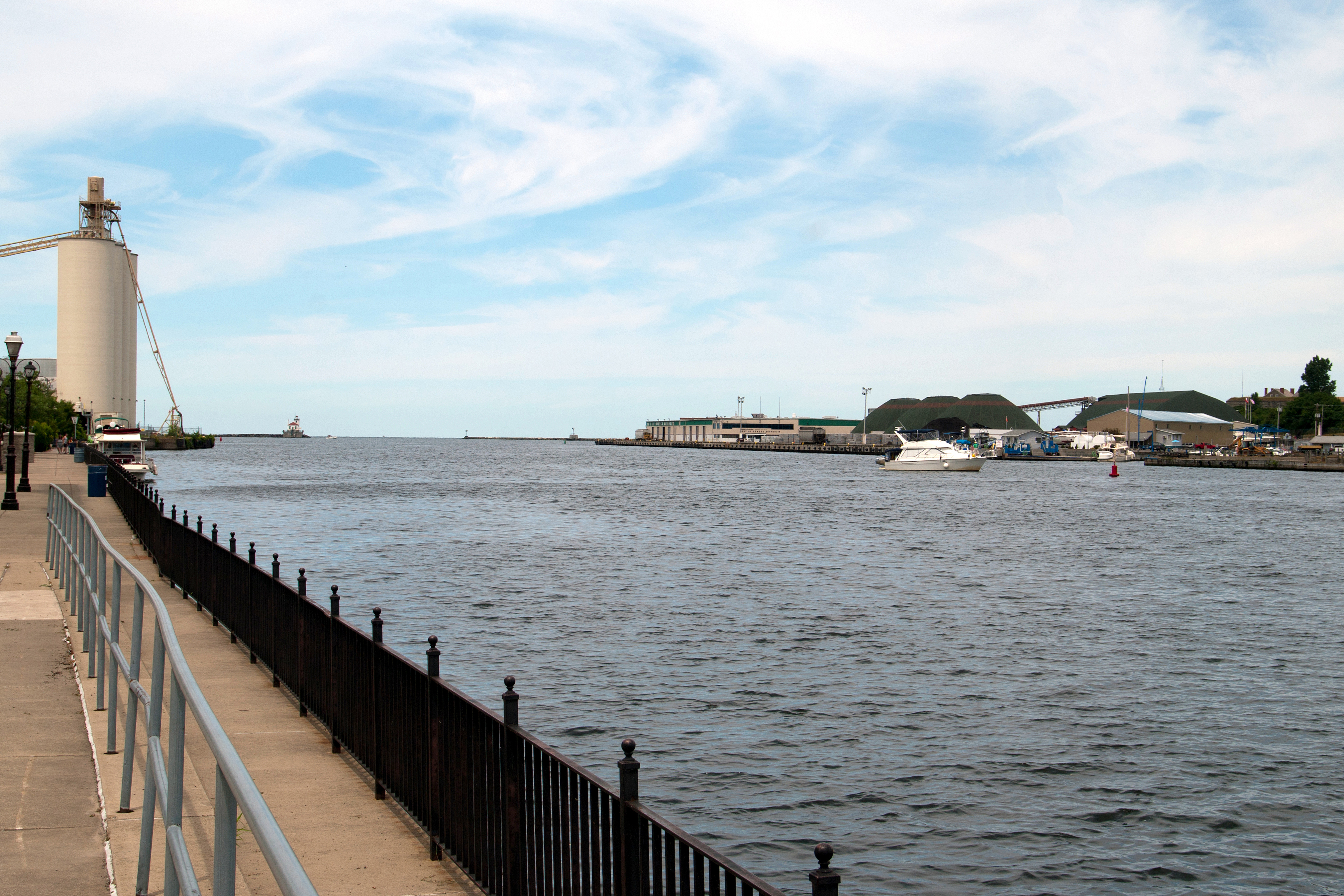
オンタリオ湖に流れ込むオスウェゴ川

アメリカ合衆国国勢調査局に拠れば、市域全面積は11.2平方マイル (29.1 km2)であり、このうち陸地7.7平方マイル (19.8 km2)、水域は3.6平方マイル (9.2 km2)で水域率は31.76%である。
オスウェゴ市はオンタリオ湖の南東岸、オスウェゴ川の河口にあり、シラキュース市の北56キロメートル、ロチェスター市の東110キロメートルに位置している。
ニューヨーク州道481号線がオスウェゴから南にフルトンとシラキュースに抜けている。州道104号線は東西に走り、西はロチェスターに至り、東は州間高速道路81号線に接続する。最寄りの都市はオスウェゴとシラキュースの中間にあるフルトン市である。

### 近隣の町
- オスウェゴ町
- ミネット町 - オスウェゴ市の南
- スクリバ町 - オスウェゴ市の東

## 人口推移
- 市の人口は1920年をピークに減少傾向にある。

## 気候
オスウェゴはオンタリオ湖の東にあるので、「スノーベルト」の中心であり湖水効果により雪の量が多い。アメリカでも最大級の積雪がある町であり、年によっては1メートル以上の積雪になることもある。2007年、オスウェゴでは2週間で3.3メートルの雪が降って全国の注目を集めた。これは2.59メートルの積雪があった1966年吹雪の記録を破った。この嵐の結果として、教育学区が1週間全ての施設を閉鎖し、冬の休暇期間も変えることになった。
| オスウェゴの気候                                    | オスウェゴの気候 | オスウェゴの気候 | オスウェゴの気候 | オスウェゴの気候 | オスウェゴの気候 | オスウェゴの気候 | オスウェゴの気候 | オスウェゴの気候 | オスウェゴの気候 | オスウェゴの気候 | オスウェゴの気候 | オスウェゴの気候 | オスウェゴの気候 |
| 月                                                  | 1月              | 2月              | 3月              | 4月              | 5月              | 6月              | 7月              | 8月              | 9月              | 10月             | 11月             | 12月             | 年               |
| --------------------------------------------------- | ---------------- | ---------------- | ---------------- | ---------------- | ---------------- | ---------------- | ---------------- | ---------------- | ---------------- | ---------------- | ---------------- | ---------------- | ---------------- |
| 最高気温記録 °F （°C）                              | 69 (21)          | 63 (17)          | 83 (28)          | 90 (32)          | 91 (33)          | 96 (36)          | 95 (35)          | 97 (36)          | 96 (36)          | 86 (30)          | 78 (26)          | 69 (21)          | 97 (36)          |
| 平均最高気温 °F （°C）                              | 30.0 (−1.1)      | 32.7 (0.4)       | 40.6 (4.8)       | 53.2 (11.8)      | 64.8 (18.2)      | 74.5 (23.6)      | 79.2 (26.2)      | 78.0 (25.6)      | 70.4 (21.3)      | 58.3 (14.6)      | 46.7 (8.2)       | 35.2 (1.8)       | 55.4 (13)        |
| 平均最低気温 °F （°C）                              | 18.1 (−7.7)      | 20.1 (−6.6)      | 27.0 (−2.8)      | 37.6 (3.1)       | 47.0 (8.3)       | 56.8 (13.8)      | 62.6 (17)        | 61.6 (16.4)      | 54.5 (12.5)      | 44.2 (6.8)       | 35.4 (1.9)       | 24.8 (−4)        | 40.9 (4.9)       |
| 最低気温記録 °F （°C）                              | −21 (−29)        | −21 (−29)        | −9 (−23)         | 13 (−11)         | 28 (−2)          | 36 (2)           | 44 (7)           | 42 (6)           | 30 (−1)          | 21 (−6)          | 5 (−15)          | −23 (−31)        | −23 (−31)        |
| 降水量 inch （mm）                                  | 3.68 (93.5)      | 2.80 (71.1)      | 3.17 (80.5)      | 3.33 (84.6)      | 3.30 (83.8)      | 3.10 (78.7)      | 3.20 (81.3)      | 3.43 (87.1)      | 4.10 (104.1)     | 4.07 (103.4)     | 4.43 (112.5)     | 3.85 (97.8)      | 42.46 (1,078.5)  |
| 降雪量 inch （cm）                                  | 45.6 (115.8)     | 33.2 (84.3)      | 16.5 (41.9)      | 3.8 (9.7)        | 0.0 (0)          | 0.0 (0)          | 0.0 (0)          | 0.0 (0)          | 0.0 (0)          | 0.2 (0.5)        | 8.3 (21.1)       | 33.4 (84.8)      | 141 (358.1)      |
| 平均降水日数 （≥0.01 in）                           | 20.4             | 16.3             | 15.4             | 14.1             | 12.6             | 11.8             | 10.6             | 11.0             | 12.3             | 14.8             | 16.8             | 19.0             | 175.1            |
| 平均降雪日数 （≥0.1 in）                            | 19.4             | 14.4             | 9.3              | 2.6              | 0.0              | 0.0              | 0.0              | 0.0              | 0.0              | 0.4              | 5.3              | 14.8             | 66.2             |
| 出典1：NOAA (平年値 1981–2010)                      |                  |                  |                  |                  |                  |                  |                  |                  |                  |                  |                  |                  |                  |
| 出典2：Western Regional Climate Center (極値 1926–) |                  |                  |                  |                  |                  |                  |                  |                  |                  |                  |                  |                  |                  |

## 政治
オスウェゴ市の政治は1人の市長と、7人の委員による市政委員会が行っている。委員は市内7つの選挙区からそれぞれ1人が選ばれる。
州議会では上院の第48選挙区に、下院の第124選挙区に入っている。2015年時点ではいずれも共和党員を選出している。
連邦議会下院ではニューヨーク州第24選挙kに入っている。2015年時点では共和党員を選出している。

## 著名な出身者
- ジョーイ・ベラドナ、ヘビーメタル・バンドのアンスラックスのボーカル[11]
- グレッグ・ラロッカ、メジャーリーグベースボール選手、クリーブランド・インディアンス、オリックス・バファローズ他
- メアリー・エドワーズ・ウォーカー、南北戦争で軍医となった唯一の女性、名誉勲章も受章
- ジェリー・サインフェルド、コメディアン、ニューヨーク大学オスウェゴ校卒
- ロイ・リキテンスタイン、画家、ニューヨーク大学オスウェゴ校卒

## 文化とレクリエーション

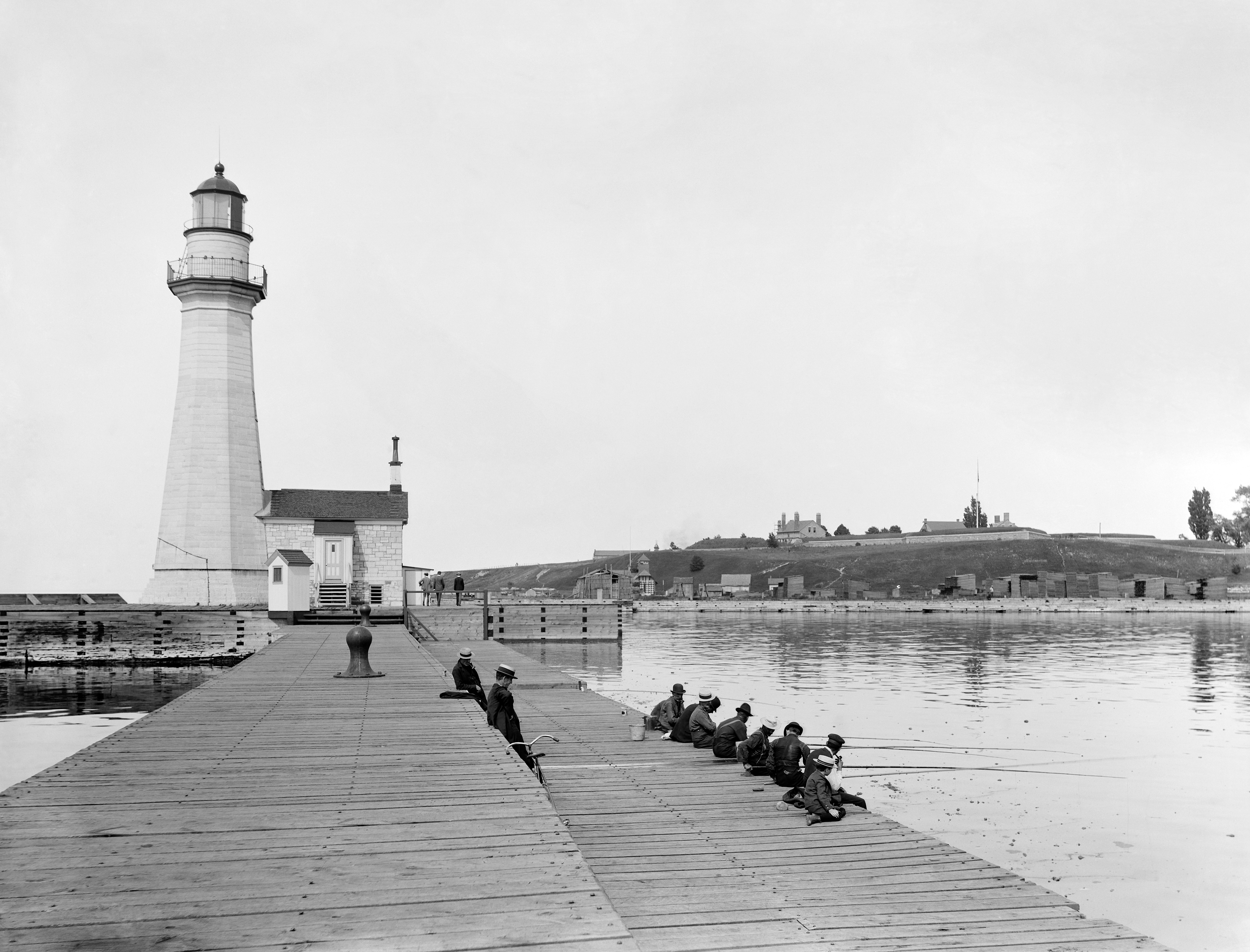
レクリエーションの釣り、1900年頃

オスウェゴには15世紀から続く長い歴史がある。訪問者はH・リー・ホワイト海洋博物館、リチャードソン・ベイツ邸、オンタリオ砦などの博物館を訪れることで市の歴史について学ぶことができる。市全体と公共公園には歴史上の人物を顕彰する多くの歴史記念碑が見られ、現在の歴史地区に立っている砦もある。市内には、マーケット・ハウス、オスウェゴ武器庫、オスウェゴ市役所、オスウェゴ市図書館、オスウェゴ郡庁舎、オスウェゴ・ヨットクラブ、タナー・ブロック、アメリカ合衆国税関などアメリカ合衆国国家歴史登録財に指定される多くの場所がある。
最も著名な歴史家はローズマリー・ネズビットであり、市の署名公共公園であるブライトベック公園にある記念碑で記憶されている。毎年のハロウィーンでは、伝統的に長い銀色の髪を流し、幽霊のガウンを着て、市の歴史全体にわたる幽霊話を語る。海洋博物館を設立した人物でもあるネズビットは、市の歴史に関する様々な書物を書き、2009年8月2日死んだ。84歳だった。
人気作品『マドレーヌ』シリーズで知られる作家ルドウィッヒ・ベーメルマンスは1917年からオンタリオ砦に駐在していた。その時の経験から、1937年に『アメリカ合衆国での私の戦争』を書いた。
ボート遊び、釣り、ハイキングも住民や観光客が楽しむ活動である。オスウェゴには、アイススケートのリンクが3つ、オンタリオ砦の敷地に大型公共プール、ボウリング場、歴史あるオスウェゴ劇場もある。
市は毎年、オスウェゴ・ハーバーフェストを開催している。音楽、文化と食事の4日間の祭がオスウェゴ港周辺で開催され、土曜の夜の花火大会が最大の行事である。この行事は地元企業が後援しており、娯楽の大半は入場料無料である。毎年15万人から30万人の観衆を集め続けている。
2007年、ニューヨーク大学オスウェゴ校レイカーズの男子ホッケーチームがNCAAディビジョンIIIアイスホッケー選手権で優勝した。このレイカーズはチームスポーツで全国的なタイトルを取った初めての機会となった。2006年から2007年のシーズンは、オスウェゴがオンタリオ湖にある最新式の新築キャンパス・センターでプレイした最初のシーズンとなった。これは1964年に開館したロムニー・フィールド・ハウスに代替する施設である。ニューヨーク州立大学システムの中では最初に建設したアイスホッケー・リンクとなった。

## メディア
市内の新聞は「パラジウム・タイムス」、「オスウェゴ・カウンティ・トゥディ」、学生新聞の「ジ・オスウェゴニアン」、さらに「オスウェゴNYリオン」が発行されており、ラジオは6局、テレビは2局がある。オスウェゴはシラキュース・テレビ市場に入っている。

## 教育
オスウェゴ市はオスウェゴ市教育学区に入っている。この学区には高校1校、中学校1校、小学校5校が入っている。ニューヨーク州立大学オスウェゴ校は市の西の外側、オスウェゴ町にある。トリニティ・カトリック学校（元セントポールズ・アカデミー）が幼稚園前から6年生を教えている。オスウェゴ・コミュニティ・クリスチャン学校は幼稚園前から8年生を教えている。